# Šťavnatka pomrazka
Šťavnatka pomrazka (Hygrophorus hypothejus) je druh jedlé houby z čeledi šťavnatkovité (Hygrophoraceae).
Roste koncem podzimu nebo začátkem zimy po prvních mrazech, podle čehož získala také své jméno. Preferuje smíšené a jehličnaté lesy, především v okolí borovic. Doba výskytu je zpravidla od října do prosince. Za příhodných podmínek až do ledna.

## Popis
Klobouk šťavnatky pomrazky je široký od 3 do 8 centimetrů (max. 10 centimetrů), obvykle olivově hnědé barvy, ve středu je tmavší. U starších jedinců se mění barva do žluta. Zpočátku je zvoncovitý, později plochý až vmáčklý. Mladé exempláře mají klobouk pokrytý slizkou kůží. Dužina je bílá až bledožlutá, lupeny jsou bělavé až naoranžovělé. Výtrusný prach je bílý. Válcovitý třeň je 5–7 centimetrů vysoký a 0,3–0,7 centimetry široký. Mívá nažloutlou barvu.

## Galerie

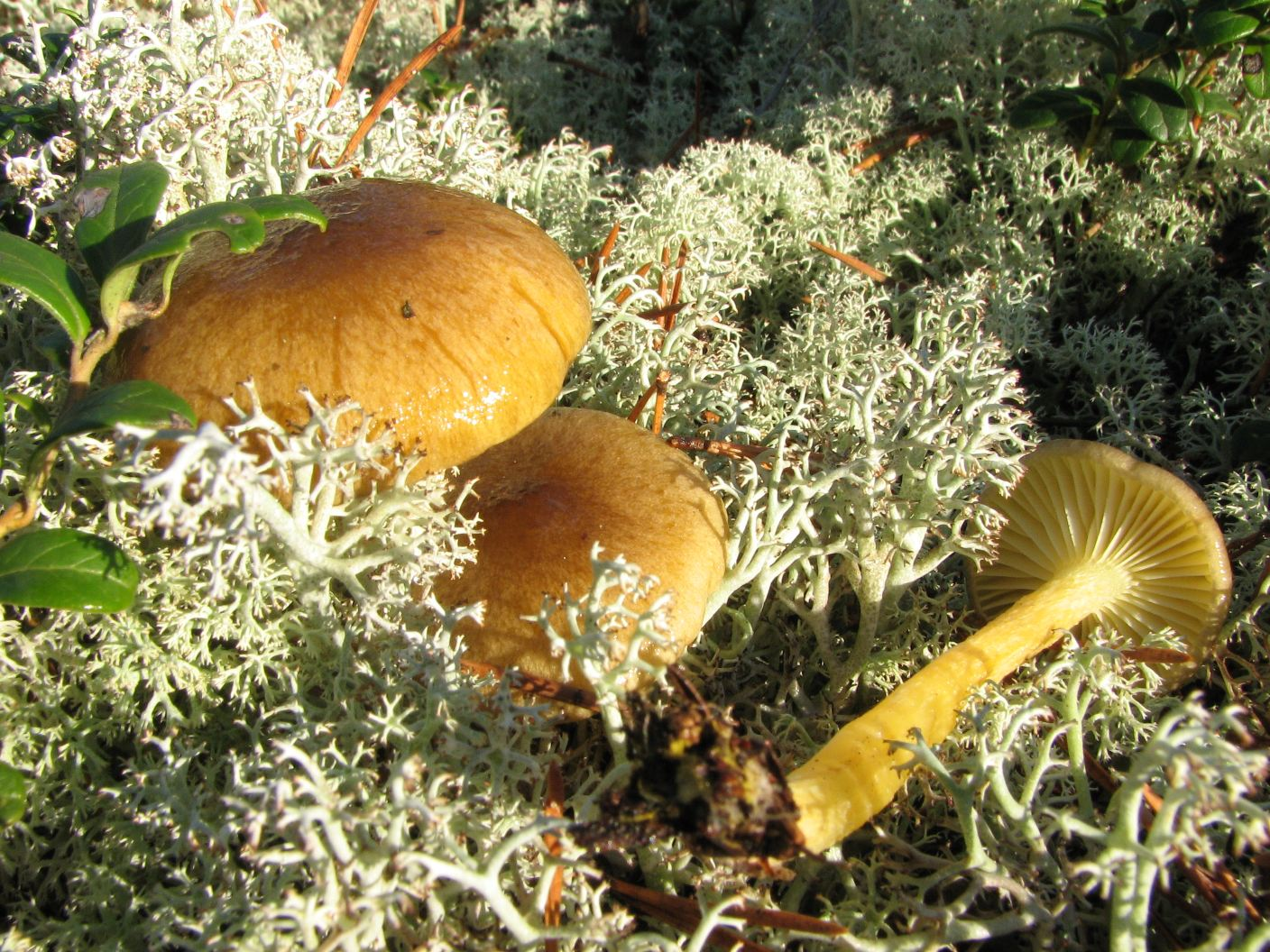
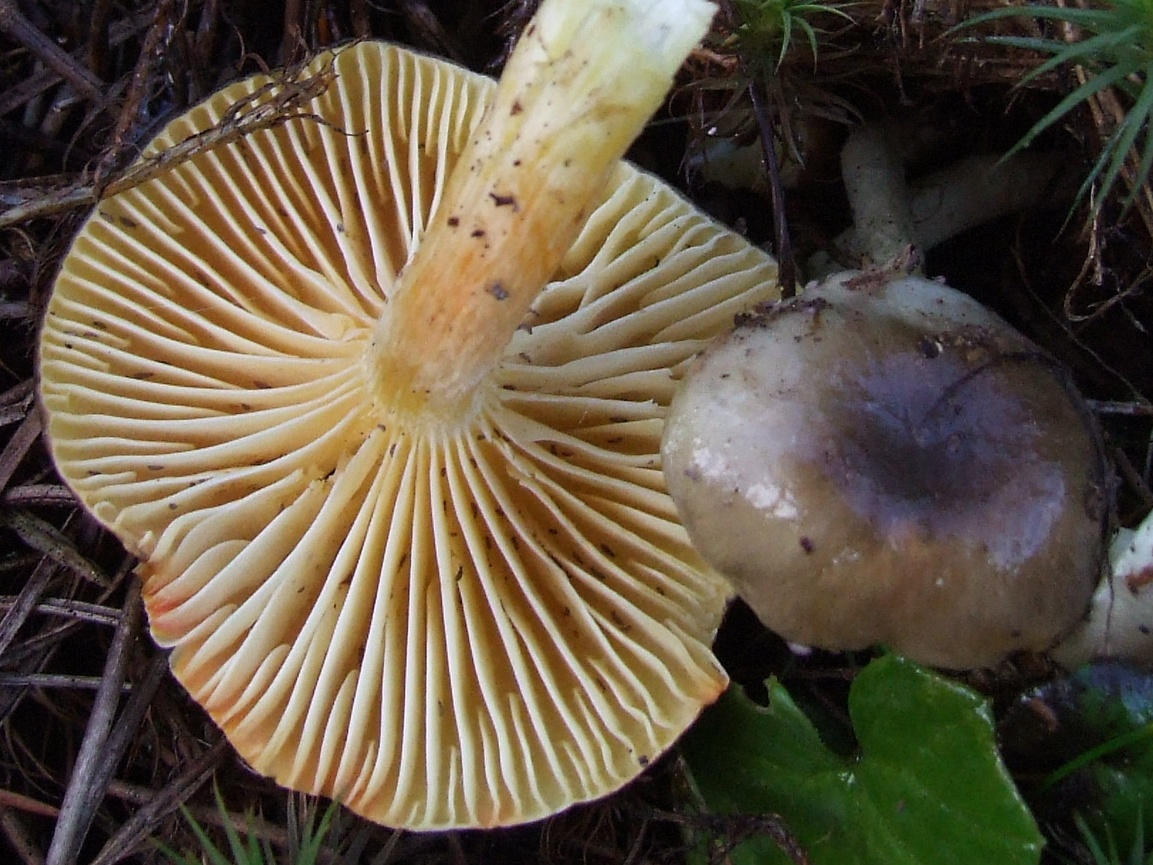
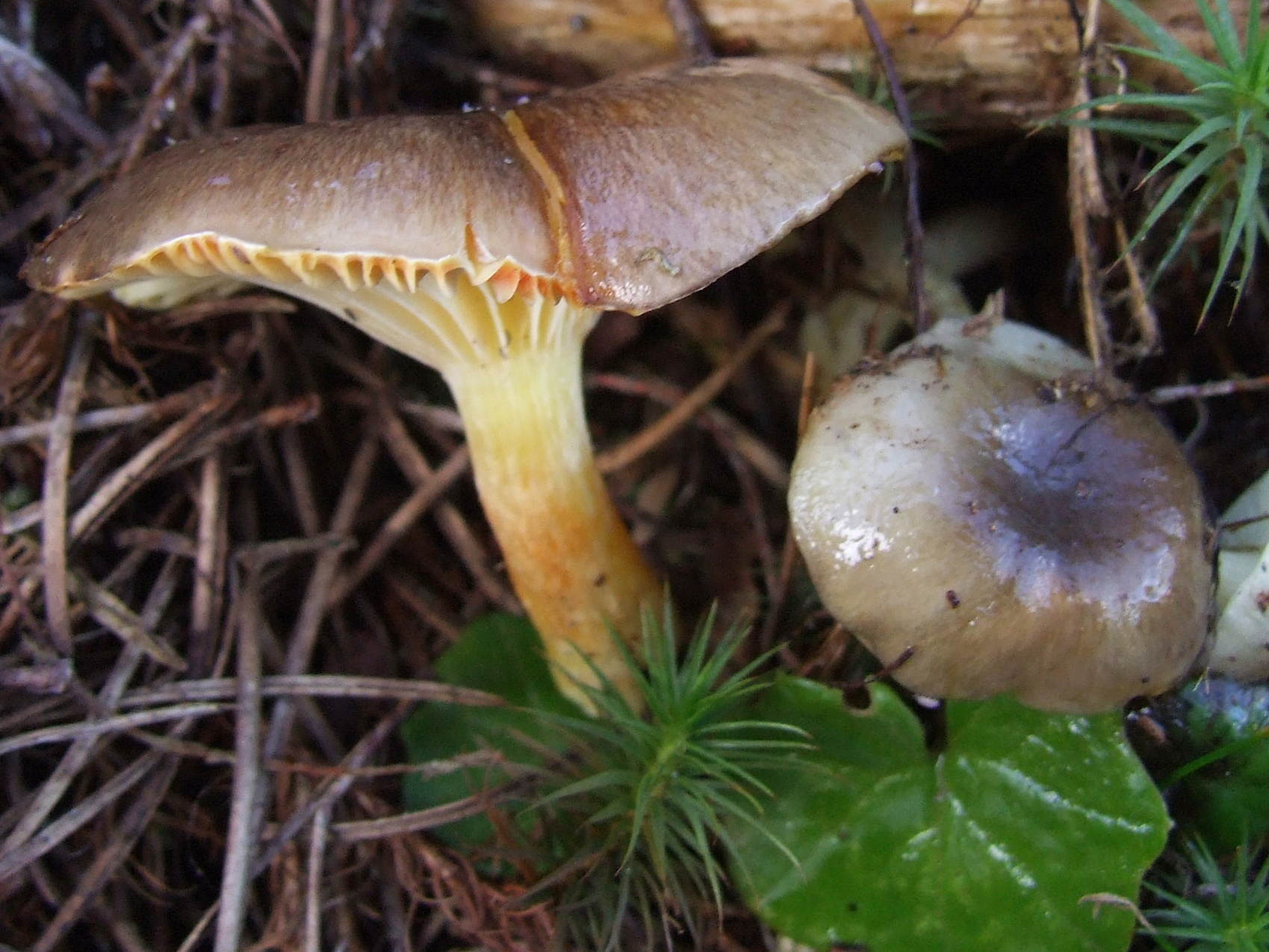
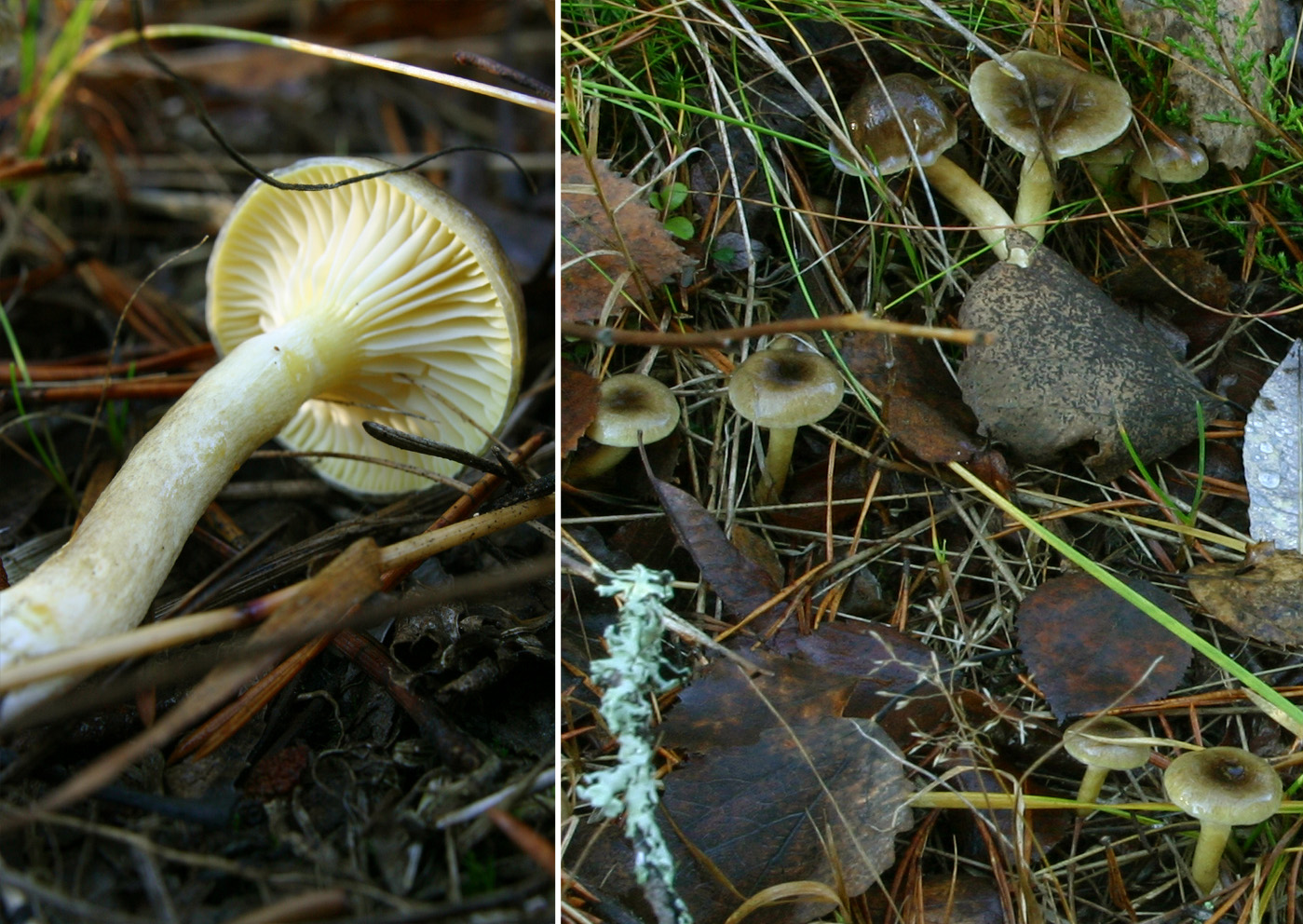